# Relación de Mayer
La relación de Mayer es una ecuación válida para los gases ideales, que relaciona su capacidad calorífica a presión constante con su capacidad calorífica a volumen constante.

## Etimología
La relación fue nombrada en 1845 por el físico y médico alemán Julius von Mayer (1814-1878).

## Simbología
| Símbolo               | Nombre                                           | Unidad     |
| --------------------- | ------------------------------------------------ | ---------- |
| {\displaystyle c_{p}} | Capacidad calorífica del gas a presión constante | J / (kg K) |
| {\displaystyle c_{v}} | Capacidad calorífica del gas a volumen constante | J / (kg K) |
| {\displaystyle H}     | Entalpía                                         | J          |
| {\displaystyle m}     | Masa                                             | kg         |
| {\displaystyle p}     | Presión                                          | Pa         |
| {\displaystyle R}     | Constante universal de los gases                 | J / (kg K) |
| {\displaystyle T}     | Temperatura absoluta                             | K          |
| {\displaystyle U}     | Energía interna                                  | J          |
| {\displaystyle V}     | Volumen                                          | m3         |

## Descripción
Partiendo del concepto de entalpía se puede escribir para un gas ideal:
|                                    | 1 | 2 | 3 | 4 |
| ---------------------------------- | --- | --- | --- | --- |
| Ecuaciones                         | {\displaystyle H=U+p\ V}                                                                                          | {\displaystyle p\ V=m\ R\ T}                                                                                      | {\displaystyle dH=m\ c_{p}\ dT}                                                                                   | {\displaystyle dU=m\ c_{v}\ dT}                                                                                   |
| Sustituyendo                       | {\displaystyle H=U+m\ R\ T}                                                                                       | {\displaystyle H=U+m\ R\ T}                                                                                       | | |
| Diferenciando                      | {\displaystyle dH=dU+m\ R\ dT}                                                                                    | {\displaystyle dH=dU+m\ R\ dT}                                                                                    | | |
| Sustituyendo                       | {\displaystyle m\ c_{p}\ dT=m\ c_{v}\ dT+m\ R\ dT}                                                                | {\displaystyle m\ c_{p}\ dT=m\ c_{v}\ dT+m\ R\ dT}                                                                | {\displaystyle m\ c_{p}\ dT=m\ c_{v}\ dT+m\ R\ dT}                                                                | {\displaystyle m\ c_{p}\ dT=m\ c_{v}\ dT+m\ R\ dT}                                                                |
| Ordenando                          | {\displaystyle c_{p}\ (m\ dT)=c_{v}\ (m\ dT)+R\ (m\ dT)}                                                          | {\displaystyle c_{p}\ (m\ dT)=c_{v}\ (m\ dT)+R\ (m\ dT)}                                                          | {\displaystyle c_{p}\ (m\ dT)=c_{v}\ (m\ dT)+R\ (m\ dT)}                                                          | {\displaystyle c_{p}\ (m\ dT)=c_{v}\ (m\ dT)+R\ (m\ dT)}                                                          |
| Dividiendo {\displaystyle (m\ dT)} | {\displaystyle c_{p}\ {\frac {(m\ dT)}{(m\ dT)}}=c_{v}\ {\frac {(m\ dT)}{(m\ dT)}}+R\ {\frac {(m\ dT)}{(m\ dT)}}} | {\displaystyle c_{p}\ {\frac {(m\ dT)}{(m\ dT)}}=c_{v}\ {\frac {(m\ dT)}{(m\ dT)}}+R\ {\frac {(m\ dT)}{(m\ dT)}}} | {\displaystyle c_{p}\ {\frac {(m\ dT)}{(m\ dT)}}=c_{v}\ {\frac {(m\ dT)}{(m\ dT)}}+R\ {\frac {(m\ dT)}{(m\ dT)}}} | {\displaystyle c_{p}\ {\frac {(m\ dT)}{(m\ dT)}}=c_{v}\ {\frac {(m\ dT)}{(m\ dT)}}+R\ {\frac {(m\ dT)}{(m\ dT)}}} |
| Simplificando                      | {\displaystyle c_{p}-c_{v}=R}                                                                                     | {\displaystyle c_{p}-c_{v}=R}                                                                                     | {\displaystyle c_{p}-c_{v}=R}                                                                                     | {\displaystyle c_{p}-c_{v}=R}                                                                                     |

{\displaystyle c_{p}-c_{v}=R}
Cuando se proporcionan los calores específicos en una base molar, {\displaystyle R} en la ecuación anterior debe sustituirse por la constante de gas universal {\displaystyle R_{u}}